# Västerbotten (kraj)
Kraj Västerbotten  (švédsky Västerbottens län) je kraj na severu Švédska. Hraničí s kraji Västernorrland, Jämtland a Norrbotten, stejně jako s norským krajem Nordland a Botnickým zálivem.

## Provincie
Pro zobrazení historie, geografie a kultury viz Västerbotten, Laponsko a Ångermanland.
Västerbotten kraj zahrnuje provincii Västerbotten a částí provincie Laponsko a Ångermanland.

## Státní správa
Hlavním cílem krajské správní rady je splnit cíle stanovené v národních politikách parlamentem a vládou, aby bylo možné koordinovat zájmy kraje, aby se podpořil rozvoje kraje, vytvořily regionální cíle a zajistil náležitý právní proces. Správní rada kraje je vládní agentura v čele s guvernérem.

## Obce

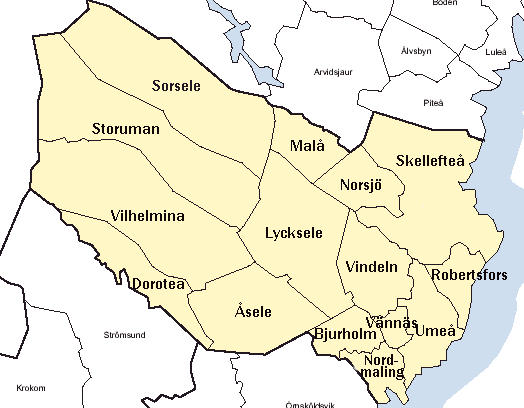
Mapa obcí v kraji Västerbotten

Území kraje se dělí na 15 samosprávných obcí (kommuner).
| Obec        | Sídlo       | Provincie    |
| ----------- | ----------- | ------------ |
| Bjurholm    | Bjurholm    | Ångermanland |
| Dorotea     | Dorotea     | Laponsko     |
| Lycksele    | Lycksele    | Laponsko     |
| Malå        | Malå        | Laponsko     |
| Nordmaling  | Nordmaling  | Ångermanland |
| Norsjö      | Norsjö      | Västerbotten |
| Robertsfors | Robertsfors | Västerbotten |
| Skellefteå  | Skellefteå  | Laponsko     |
| Sorsele     | Sorsele     | Laponsko     |
| Storuman    | Storuman    | Laponsko     |
| Umeå        | Umeå        | Västerbotten |
| Vilhelmina  | Vilhelmina  | Laponsko     |
| Vindeln     | Vindeln     | Västerbotten |
| Vännäs      | Vännäs      | Västerbotten |
| Åsele       | Åsele       | Laponsko     |

## Symboly
Znak kraje Västerbotten je kombinací znaků provincie Västerbotten, švédského Laponska a Ångermanlandu. Když je zobrazen s královskou korunu, tak představuje krajskou správní radu. Znak je rozdělen na pásy, základna je rozdělena na znak Västerbottenu, znak Laponska a znak Ångermanland.